# Dunet
Dunet est une commune française située dans le département de l'Indre, en région Centre-Val de Loire.

## Géographie

### Localisation
La commune est située dans le sud-ouest du département, dans la région naturelle du Boischaut Sud.
Les communes limitrophes et chefs-lieux sont : Chaillac (4 km), Lignac (5 km), Prissac (5 km) et Sacierges-Saint-Martin (7 km).
Les communes chefs-lieux et préfectorales sont : Saint-Gaultier (21 km), Le Blanc (25 km), Châteauroux (49 km), La Châtre (55 km) et Issoudun (75 km).

### Hameaux et lieux-dits
Les hameaux et lieux-dits de la commune sont : les Durands, les Granges, les Talons, la Maison Neuve, les Riverons, le Moulin des Riverons, Vouhet, le Poiron, la Bastide, la Font Gaultier, la Marche, les Bordes, les Valettes, la Folie et le Moulin de Dunet.

### Climat
Pour des articles plus généraux, voir Climat du Centre-Val de Loire et Climat de l'Indre.
En 2010, le climat de la commune est de type climat océanique dégradé des plaines du Centre et du Nord, selon une étude du CNRS s'appuyant sur une série de données couvrant la période 1971-2000. En 2020, Météo-France publie une typologie des climats de la France métropolitaine dans laquelle la commune est exposée à un climat océanique altéré et est dans une zone de transition entre les régions climatiques « Centre et contreforts nord du Massif Central » et « Poitou-Charentes ».
Pour la période 1971-2000, la température annuelle moyenne est de 11,7 °C, avec une amplitude thermique annuelle de 15,2 °C. Le cumul annuel moyen de précipitations est de 804 mm, avec 11,8 jours de précipitations en janvier et 7,1 jours en juillet. Pour la période 1991-2020, la température moyenne annuelle observée sur la station météorologique de Météo-France la plus proche, sur la commune de Chaillac à 4 km à vol d'oiseau, est de 12,3 °C et le cumul annuel moyen de précipitations est de 864,0 mm,. Pour l'avenir, les paramètres climatiques de la commune estimés pour 2050 selon différents scénarios d'émission de gaz à effet de serre sont consultables sur un site dédié publié par Météo-France en novembre 2022.

### Géologie et hydrographie
La commune est classée en zone de sismicité 2, correspondant à une sismicité faible.
Le territoire communal est arrosé par la rivière Anglin.

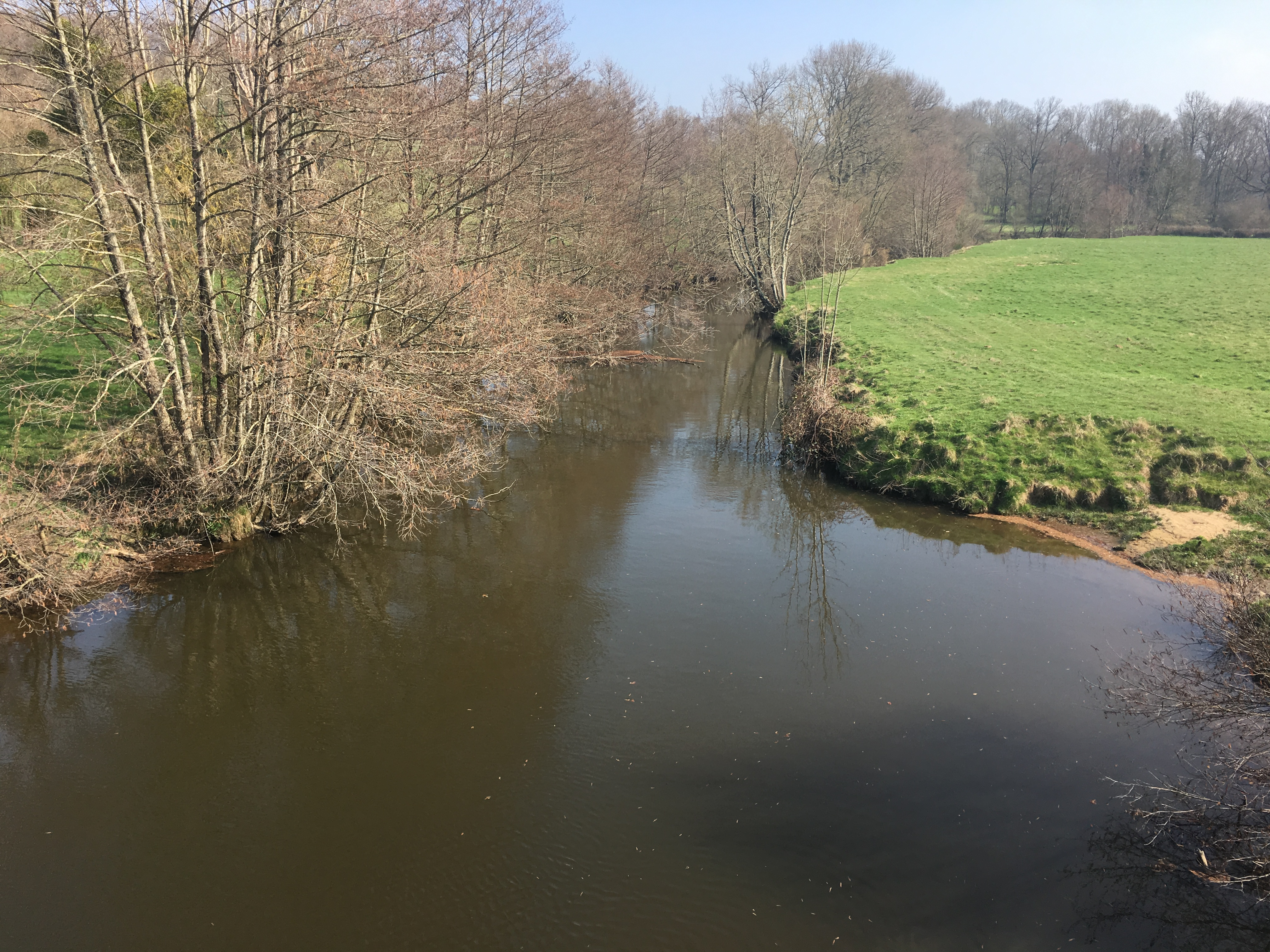
La rivière Anglin en direction de Chaillac en 2017.
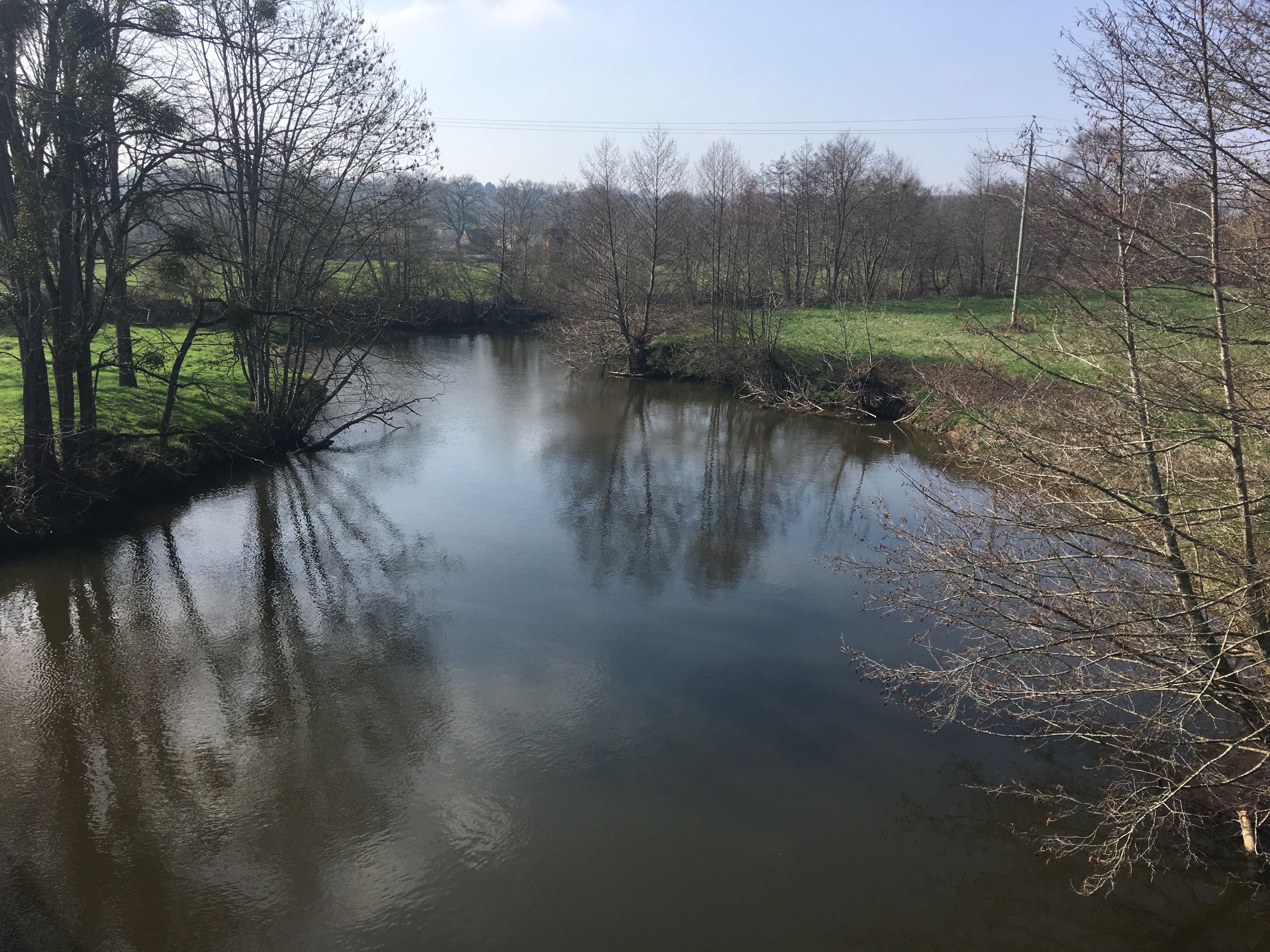
La rivière Anglin en direction de Prissac en 2017.

### Voies de communication et transports
Le territoire communal est desservi par les routes départementales : 29, 32, 32B, 32C et 93A.
Les gares ferroviaires les plus proches sont les gares d'Éguzon (26 km), Saint-Sébastien (28 km) et Argenton-sur-Creuse (29 km).
Dunet est desservie par la ligne L du Réseau de mobilité interurbaine.
L'aéroport le plus proche est l'aéroport de Châteauroux-Centre, à 64 km.

## Urbanisme

### Typologie
Au 1er janvier 2024, Dunet est catégorisée commune rurale à habitat très dispersé, selon la nouvelle grille communale de densité à sept niveaux définie par l'Insee en 2022.
Elle est située hors unité urbaine et hors attraction des villes,.

### Occupation des sols
L'occupation des sols de la commune, telle qu'elle ressort de la base de données européenne d’occupation biophysique des sols Corine Land Cover (CLC), est marquée par l'importance des territoires agricoles (98,9 % en 2018), une proportion identique à celle de 1990 (98,9 %). La répartition détaillée en 2018 est la suivante : 
zones agricoles hétérogènes (47,9 %), prairies (39,1 %), terres arables (11,8 %), forêts (1,1 %). L'évolution de l’occupation des sols de la commune et de ses infrastructures peut être observée sur les différentes représentations cartographiques du territoire : la carte de Cassini (XVIIIe siècle), la carte d'état-major (1820-1866) et les cartes ou photos aériennes de l'IGN pour la période actuelle (1950 à aujourd'hui).

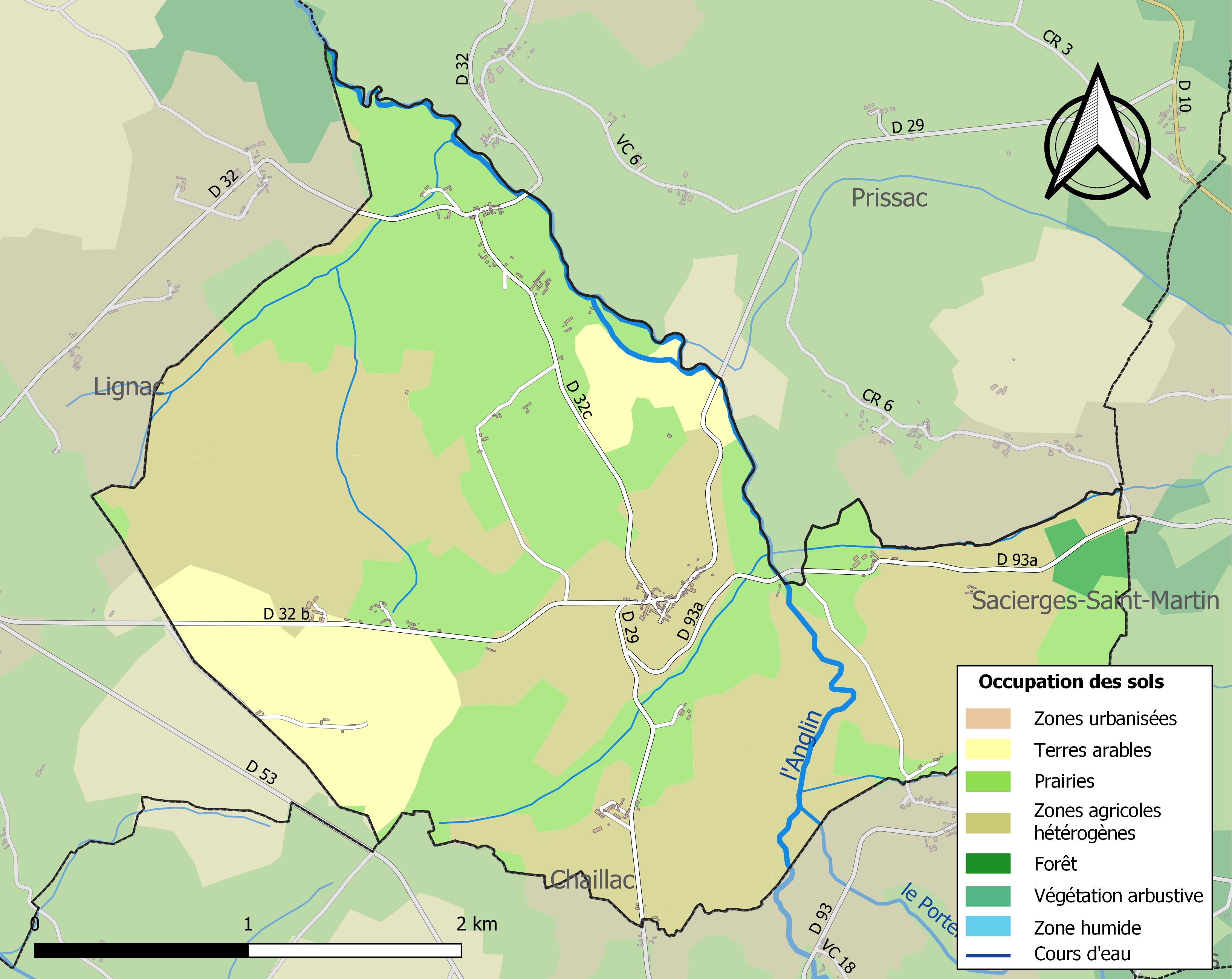
Carte des infrastructures et de l'occupation des sols de la commune en 2018 (CLC).

### Logement
Le tableau ci-dessous présente le détail du secteur des logements de la commune :
| Date du relevé                                              | 2013   | 2015   |
| Nombre total de logements                                   | 100    | 100    |
| Résidences principales                                      | 56 %   | 55,5 % |
| Résidences secondaires                                      | 25 %   | 25,3 % |
| Logements vacants                                           | 19 %   | 19,2 % |
| Part des ménages propriétaires de leur résidence principale | 91,1 % | 91,1 % |

### Risques majeurs
Le territoire de la commune de Dunet est vulnérable à différents aléas naturels : météorologiques (tempête, orage, neige, grand froid, canicule ou sécheresse) et séisme (sismicité faible). Un site publié par le BRGM permet d'évaluer simplement et rapidement les risques d'un bien localisé soit par son adresse soit par le numéro de sa parcelle.

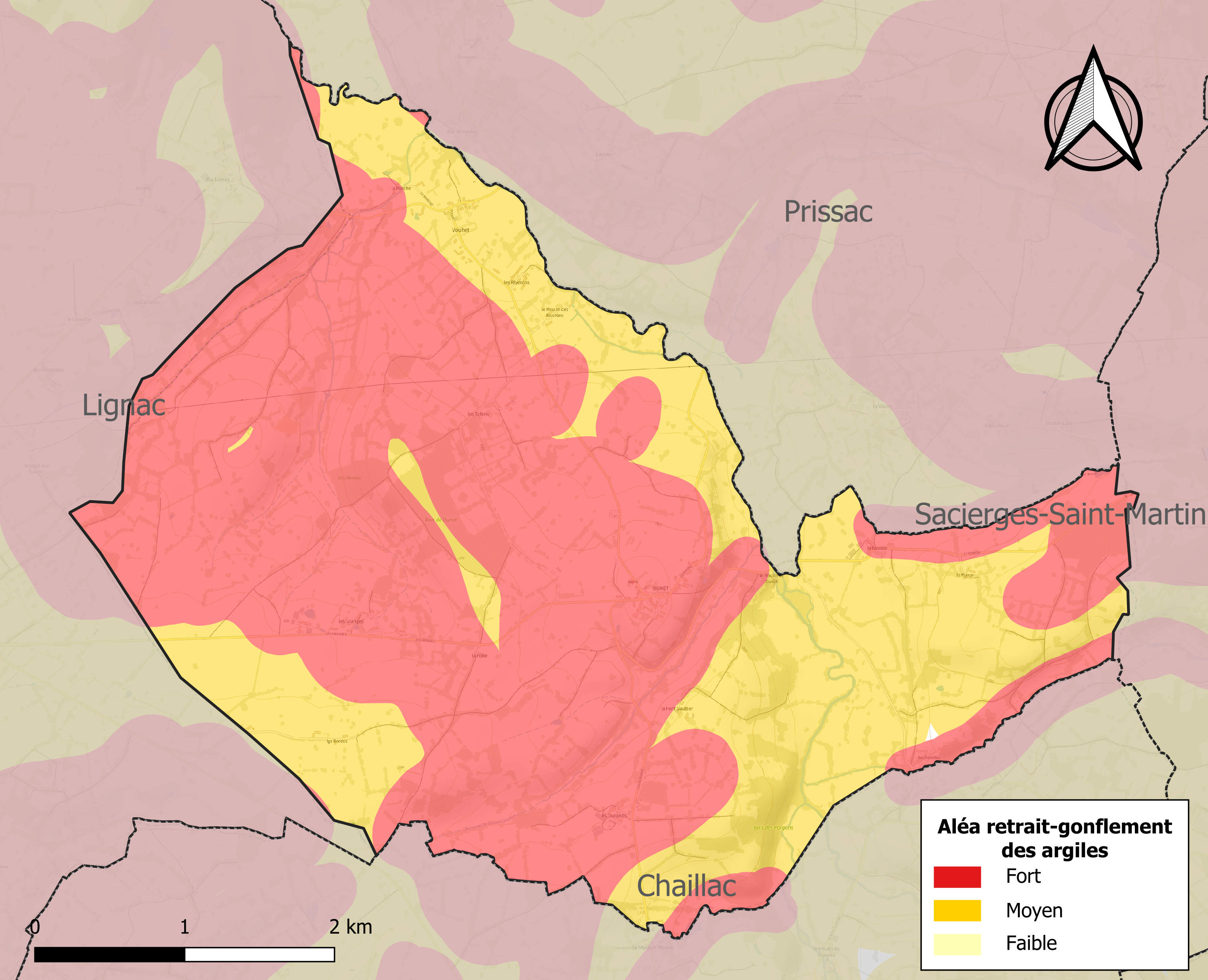
Carte des zones d'aléa retrait-gonflement des sols argileux de Dunet.

Le retrait-gonflement des sols argileux est susceptible d'engendrer des dommages importants aux bâtiments en cas d’alternance de périodes de sécheresse et de pluie. La totalité de la commune est en aléa moyen ou fort (84,7 % au niveau départemental et 48,5 % au niveau national). Sur les 100 bâtiments dénombrés sur la commune en 2019, 100 sont en aléa moyen ou fort, soit 100 %, à comparer aux 86 % au niveau départemental et 54 % au niveau national. Une cartographie de l'exposition du territoire national au retrait gonflement des sols argileux est disponible sur le site du BRGM,.
Concernant les mouvements de terrains, la commune a été reconnue en état de catastrophe naturelle au titre des dommages causés par la sécheresse en 2018 et par des mouvements de terrain en 1999.

## Toponymie
Le nom de la localité est attesté sous les formes Dun au XIIIe siècle, puis Dunetum en 1327.

La base étymologique de Dunet est dun et d'un suffixe diminutif. Le mot vient d'une expression signifiant « forteresse » ou « colline ». Son origine est commune au gaulois (dunon,duneto) au gallois, et au breton (din).

## Histoire
Vouhet ne fut rattaché à Dunet qu'en 1821. Par contre, la partie dite du Bas de Vouhet, située sur l'autre rive de l'Anglin, fut rattachée à Prissac. C'est en 1865.
La commune fut rattachée de 1973 à 2015 au canton de Saint-Benoît-du-Sault.

## Politique et administration
La commune dépend de l'arrondissement du Blanc, du canton de Saint-Gaultier, de la première circonscription de l'Indre et de la communauté de communes Marche Occitane - Val d'Anglin.
| Période | Période  | Identité             | Étiquette | Qualité                                                           |
| ------- | -------- | -------------------- | --------- | ----------------------------------------------------------------- |
| ?       | ?        | Gaston Charret       | PCF       | Conseiller général du canton de Saint-Benoit-du-Sault (1961-1982) |
| 1990,   | 2020     | Jean-Claude Nogrette | PCF       | Retraité                                                          |
| 2020    | En cours | Nathalie Laurencier  |           |                                                                   |

## Population et société

### Démographie
L'évolution du nombre d'habitants est connue à travers les recensements de la population effectués dans la commune depuis 1793. Pour les communes de moins de 10 000 habitants, une enquête de recensement portant sur toute la population est réalisée tous les cinq ans, les populations de référence des années intermédiaires étant quant à elles estimées par interpolation ou extrapolation. Pour la commune, le premier recensement exhaustif entrant dans le cadre du nouveau dispositif a été réalisé en 2008.

En 2022, la commune comptait 103 habitants, en évolution de +0,98 % par rapport à 2016 (Indre : −3 %, France hors Mayotte : +2,11 %).
| 1793 | 1800 | 1806 | 1821 | 1831 | 1836 | 1841 | 1846 | 1851 |
| ---- | ---- | ---- | ---- | ---- | ---- | ---- | ---- | ---- |
| 265  | 288  | 244  | 280  | 415  | 410  | 422  | 442  | 459  |

| 1856 | 1861 | 1866 | 1872 | 1876 | 1881 | 1886 | 1891 | 1896 |
| ---- | ---- | ---- | ---- | ---- | ---- | ---- | ---- | ---- |
| 465  | 454  | 449  | 437  | 444  | 446  | 442  | 398  | 432  |

| 1901 | 1906 | 1911 | 1921 | 1926 | 1931 | 1936 | 1946 | 1954 |
| ---- | ---- | ---- | ---- | ---- | ---- | ---- | ---- | ---- |
| 404  | 386  | 371  | 339  | 301  | 275  | 268  | 215  | 197  |

| 1962 | 1968 | 1975 | 1982 | 1990 | 1999 | 2006 | 2008 | 2013 |
| ---- | ---- | ---- | ---- | ---- | ---- | ---- | ---- | ---- |
| 210  | 147  | 148  | 136  | 112  | 106  | 111  | 112  | 104  |

| 2018 | 2022 | - | - | - | - | - | - | - |
| ---- | ---- | - | - | - | - | - | - | - |
| 100  | 103  | - | - | - | - | - | - | - |

### Enseignement
La commune ne possède pas de lieu d'enseignement.

### Médias
La commune est couverte par les médias suivants : La Nouvelle République du Centre-Ouest, Le Berry républicain, L'Écho - La Marseillaise, La Bouinotte, Le Petit Berrichon, France 3 Centre-Val de Loire, Berry Issoudun Première, Vibration, Forum, France Bleu Berry et RCF en Berry.

## Économie
La commune se situe dans la zone d’emploi de Châteauroux et dans le bassin de vie d’Argenton-sur-Creuse.
La commune se trouve dans l'aire géographique et dans la zone de production du lait, de fabrication et d'affinage du fromage Valençay.

## Culture locale et patrimoine
- Église Saint-Martial
- Chapelle de Vouhet
- Monument aux morts

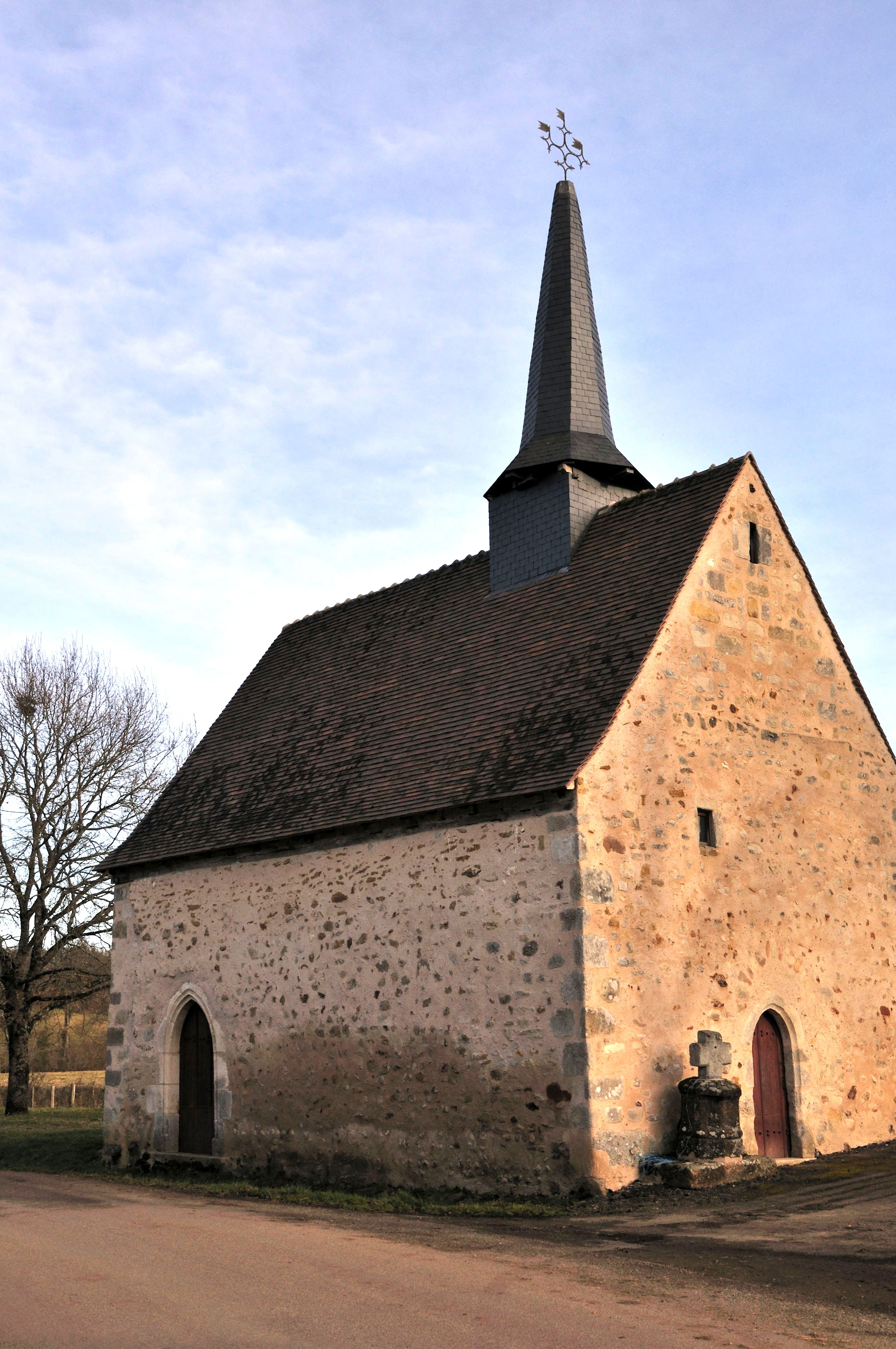
La chapelle de Vouhet en 2011.